# Rajd Rosyjska Zima 1977
Rajd Rosyjska Zima 1977 (6. Rallye Russkaya Zima 1977) – szósta edycja rajdu samochodowego Rajd Rosyjska Zima rozgrywanego w ZSRR. Rozgrywany był od 7 do 11 grudnia 1977 roku. Rajd był siódmą rundą Rajdowego Pucharu Pokoju i Przyjaźni w roku 1977.

## Klasyfikacja rajdu
| Miejsce                        | Kierowca                       | Pilot                          | Samochód                          | Czas                           | Strata                         |                                |
| Klasyfikacja generalna i RPPiP | Klasyfikacja generalna i RPPiP | Klasyfikacja generalna i RPPiP | Klasyfikacja generalna i RPPiP    | Klasyfikacja generalna i RPPiP | Klasyfikacja generalna i RPPiP | Klasyfikacja generalna i RPPiP |
| ------------------------------ | ------------------------------ | ------------------------------ | --------------------------------- | ------------------------------ | ------------------------------ | ------------------------------ |
| 1.                             | Nikolay Bolshikh               | Igor Bolshikh                  | Moskvich 2140                     | 1:10:25.3                      | -                              |                                |
| 2.                             | Konstantin Antropov            | Vyacheslav Kukovyakin          | IŻ 2125 Kombi                     | 1:10:55.4                      | +30.1                          |                                |
| 3.                             | Anatoliy Kozyrchikov           | Aleksandr Varenko              | Moskvich 2140                     | 1:12:06.4                      | +1:41.1                        |                                |
| 4.                             | Andris Reimanis                | Andris Zvingevics              | Lada VAZ 21011                    | 1:12:45.3                      | +2:20.0                        |                                |
| 5.                             | Vladimir Goltsov               | Sergey Shtin                   | IŻ 412                            | 1:13:33.8                      | +3:08.5                        |                                |
| 6.                             | Nikolay Elizarov               | Valentin Grigoryev             | Lada VAZ 21011                    | 1:13:42.8                      | +3:17.5                        |                                |
| 7.                             | Stasys Brundza                 | Arvydas Girdauskas             | Lada VAZ 21011                    | 1:13:59.6                      | +3:34.3                        |                                |
| 8.                             | Yakov Agishev                  | Mikhail Titov                  | Moskvich 2140                     | 1:14:28.5                      | +4:03.2                        |                                |
| 9.                             | Vladimir Ganin                 | Tõnu Vunn                      |                                   | 1:16:49.3                      | +6:24.0                        |                                |
| 10.                            | Marian Bublewicz               | Wiesław Grabarczyk             | Polski Fiat 125p 1600 Monte Carlo | 1:16:53.0                      | +6:27.7                        |                                |